# Edward German

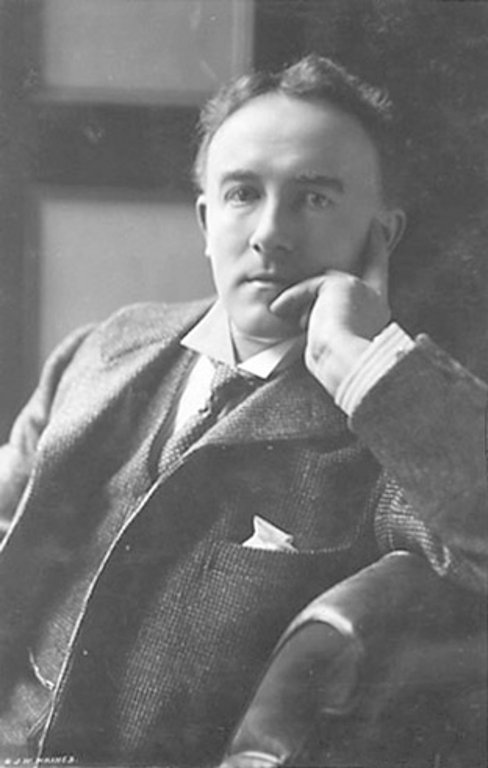
Retrato de Edward German

Edward German Jones (Whitchurch, Shropshire, 17 de febrero de 1862-Londres, 11 de noviembre de 1936) fue un músico y compositor británico.
Tras estudiar en la Royal Academy of Music, ganó la Medalla Charles Lucas en 1885, y en 1889 fue nombrado director musical del Globe Theatre de Newcastle Street, Londres.
Al fallecer Arthur Sullivan en 1900, Richard D'Oyly Carte le pidió acabar la The Emerald Isle.
Compuso la Welsh Rhapsody para el Cardiff Festival de 1904. En 1909, colaboró con W. S. Gilbert en Fallen Fairies.
En 1934, recibió la Medalla de Oro de la Royal Philharmonic Society.